# Ломакин, Александр Леонидович
Александр Леонидович Ломакин (род. 7 июля 1952 года, Горловка, Сталинская область, Украинская ССР) — советский футболист, нападающий.

## Биография
На уровне команд мастеров дебютировал в 1970 году в высшей лиге чемпионата СССР в составе минского «Динамо», но практически всё время играл за дубль, дважды достигал отметки в 10 голов за сезон в первенстве дублёров. За основную команду самым успешным для Ломакина стал сезон 1972 года, в котором он провёл 12 матчей и забил гол — на 76-й минуте домашнего матча с ленинградским «Зенитом» 4 июня 1972 года (2:0, первый гол на счету Эдуарда Малофеева).
В 1974 году переехал в Саратовскую область, где играл за команды Балаково и Саратова.
В 1976—1977 годах снова играл в минском «Динамо» в высшей и первой лигах. Заканчивал играть в Могилёве.
Всего в высшей лиге СССР сыграл 33 матча и забил 2 гола.
Александр Ломакин был универсальным футболистом, выступавшим как в обороне, так и в нападении.